# یابوونگسکیه (استان وارمی-ماسوری)
یابوونگسکیه (به لاتین: Jabłońskie) یک روستا در لهستان است که در گمینا گووداپ واقع شده‌است.